# 제15회 부산국제영화제
제15회 부산국제영화제는 2010년 10월 7일부터 2010년 10월 15일까지 열린 영화제이다. 해운대 일대 상영관, 해운대 피프빌리지, 해운대 센텀시티, 남포동 피프광장에서 개최되었다.

## 수상

### 뉴 커런츠상
- 무산일기 - 박정범 수상
- 파수꾼 - 윤성현 수상

### 선재상
- 부서진 밤 - 양효주 수상
- 숨 들이쉬기 - 에드먼드 요 수상

### 넷팩상 (아시아영화진흥기구상)
- 두만강 - 장률 수상

### 국제영화평론가 협회상
- 무산일기 - 박정범 수상

### KNN 관객상
- 맹인영화관 - 루 양 수상

### 플래시 포워드상
- 퓨어 - 리자 랑세트 수상

### 비프 메세나상
- 종로의 기적 -

### 이혁상
- 새로 지은 성 - 궈흥치 수상

### 한국영화감독조합상- 감독상
- 혜화,동 - 민용근 수상

### 한국영화감독조합상- 남자배우상
- 할 수 있는 자가 구하라 - 박혁권 수상

### 한국영화감독조합상- 여자배우상
- 댄스 타운 - 라미란 수상

### 갈라 프레젠테이션
- 된장 - 이서군
- 라아바난 - 마니 라트남
- 라아반 - 마니 라트남
- 만추 - 김태용
- 상상하하 - 허안화
- 사랑이 찾아 올 때 - 장초치
- 소와 함께 여행하는 법 - 임순례
- 월 스트리트: 머니 네버 슬립스 - 올리버 스톤
- 증명서 - 압바스 키아로스타미

### 아시아영화의 창
- 13인의 자객 - 미이케 다카시
- 무인가사 - 장양
- 검우강호 - 오우삼
- 결혼식과 장례식 - 킴 호메르 가르시아
- 꼬마 코미디언 - 위타야 통유용 외 1명
- 나의 몽골 어머니 - 닝 차이
- 네 번째 초상화 - 청몽홍
- 담배연기 속에 피는 사랑 - 펑하오샹
- 당산대지진 - 펑샤오강
- 댄싱 채플린 - 수오 마사유키
- 도시의 이방인 - 사카모토 준지
- 레드 이글 - 위시트 사사나티엥
- 우단 - 비크라마디티아 모트와네
- 만두 - 에브라힘 사에디
- 모래성 - 부준펑
- 바람과 모래 - 왕빙
- 바빌론의 아들 - 모하메드 알 다라지
- 방해하지 마시오 - 모흐센 압돌바합
- 비, 두려워 마 - 당 디 판
- 빕랍의 은밀한 삶 - 수바드로 초우두리
- 사랑의 중독 - 하우 리우
- 소음 - 크리슈나 DK 외 1명
- 스님과 록 싱어 - 카토 나오키
- 시먼로 89호 - 수 하오런
- 아내와 배나무 - 장츠위
- 아름다운 실수 - 루휘조우
- 악인 - 이상일
- 엄마 시집 보내기 - 오미보
- 여름이 없었던 해 - 탄 추이무이
- 카이츠 - 아누락 바수
- 오브아, 타이페이 - 진준림
- 웰컴 투 샤마타운 - 이울연
- 이식 - 마크 메일리
- 와라라이푸!! - 키무라 유이치
- 전기도둑 - 악탄 압디칼리코프
- 전처의 결혼식 - 이공락
- 주당일기 - 황국조
- 줌 헌팅 - 조리
- 콜드 피시 - 소노 시온
- 처녀 염소 - 무랄리 나이르
- 철도: 49살에 기관사가 된 남자의 이야기 - 니시코리 요시노리
- 첫 번째 묘비석 - 에브라힘 포루제쉬
- 카르마 - 프라사나 자야코디
- 타이거 팩토리 - 우밍진
- 타이페이 카페 스토리 - 샤오 야 췐
- 트럭 밑의 삶 - 아돌포 알릭스 주니어
- 파이프 안의 세 남자 - 바히드 바킬리파
- 푸주한과 그의 아내 - 가오숑지에
- 아웃레이지 - 기타노 다케시
- 피노이 선데이 - 위 딩 호
- 하녀와 왕자 - 치토 S. 로노
- 하루와의 여행 - 코바야시 마사히로
- 하이-소 - 아딧야 아사랏
- 향기의 상실 - 림카와이
- 토일렛 - 오기가미 나오코

### 뉴 커런츠
- 까마귀와 허수아비 - 하산 알리
- 늙은 당나귀 - 리 루이준
- 떠도는 삶 - 응유엔 판쿠앙빈
- 바다로 가는 길 - 셰론 R. 다욕
- 사랑의 화법 -

### 증국상
- 삼파기타 - 프란시스 자비에 파시온
- 스트로베리 클리프 - 주준
- 아들의 연인 - 산조이 낙
- 영원 - 시바로지 콩사쿤
- 창피해 - 김수현

### 한국영화의 오늘 - 파노라마
- 개 같은 인생 - 노홍진
- 돌이킬 수 없는 - 박수영, 양영철
- 시 - 이창동
- 아저씨 - 이정범
- 어쿠스틱 - 유상헌
- 여배우들 - 이재용
- 의형제 - 장훈
- 이끼 - 강우석
- 조금만 더 가까이 - 김종관
- 하녀 - 임상수
- 하하하 - 홍상수

### 한국영화의 오늘 - 비전
- 댄스 타운 - 전규환
- 려수 - 진광교
- 맛있는 인생 - 조성규
- 방독피 - 김곡
- 시선 너머 - 강이관
- 아버지는 개다 - 이상우
- 평범한 날들 - 이난
- 할 수 있는 자가 구하라 - 윤성호
- 혜화,동 - 민용근

### 한국영화회고전
- 길소뜸 - 임권택
- 댁의 부인은 어떠십니까 - 이성구
- 불나비 - 조해원
- 비 오는 날의 오후 3시 - 박종호
- 육체의 약속 - 김기영
- 을화 - 변장호
- 토지 - 김수용
- 티켓 - 임권택
- 꿈 - 신상옥
- 서울의 지붕밑 - 이형표

### 월드 시네마
- 10월 - 다니엘 베가 외 1명
- 3분 - 마치에이 슬레시츠키
- 거짓말의 바다 속 초상들 - 카를로스 가비리아
- 검은 대양 - 마리옹 한셀
- 그리고 세번째 날에 - 모쉐 이브기
- 그을린 - 드니 빌뇌브
- 이번 여름은 어떻게 끝났다 - 알렉세이 포포그레브스키
- 기로에서 - 야스밀라 즈바니치
- 꺼져가는 불빛 - 이반 캐바나
- 마이 조이 - 세르게이 로즈니차
- 낮의 시민, 밤의 시민 - 알레한드로 몰리나
- 네 번 - 미켈란젤로 프라마르티노
- 댄스 마라톤 - 마그달레나 라자르키에비츠
- 더 나은 내일 - 도로타 케드지에르자브스카
- 도노마 - 진 카레나르
- 드림랜드 - 아이반 센
- 라핀스 중사의 귀환 - 가티스 스미츠
- 마레의 집 - 달리보 마타니치
- 마마 고고 - 프리드릭 토르 프리드릭슨
- 리틀 로즈 - 얀 키다바 블론스키
- 말라볼리아 가네 사람들 - 파스콸레 시메카
- 모정과 사랑 사이 - 아그니에슈카 우카시악
- 목요일의 과부들 - 마르셀로 피네이로
- 법외자 - 라시드 부샤렙
- 라이프, 어버브 올 - 올리버 슈미츠
- 이탈리아 횡단밴드 - 로코 파팔레오
- 발 - 세미 카플라노글루
- 보이스 오버 - 스베토슬라프 오브차로프
- 볼리우드 드림 - 베아트리즈 세녜
- 불법 - 올리비에 마세-드파스
- 비명 - 로뱅 오베르
- 사랑 없이는 못 살아 - 호르헤 두란
- 사랑을 부르는 이름 - 미셸 르클레르크
- 사막 - 스티븐 강
- 사운드 오브 노이즈 - 올라 시몬손 외 1명
- 살고 사랑하고 웃어라 - 스베트라나 프로슈리나
- 삶, 그것은 - 유수프 라지코프
- 새하얀 세상 - 올렉 노브코비치
- 샌드맨과 꿈나라 모험 - 예스퍼 묄러 외 1명
- 생존 - 유리 비코프
- 찬트라파스 - 오타르 이오셀리아니
- 섬들 - 조안나 호그
- 세상의 끝에서 - 알렉세이 유치텔
- 온 투어 - 마티유 아말릭
- 신과 인간 - 자비에 보브와
- 쓸모 있는 삶 - 페데리코 베이로
- 아침 - 마리안 크리산
- 알바니아인 - 요하네스 나베르
- 어리석은 침묵 - 쥘리 이봉
- 어린 시절의 영웅들 - 파우 프레이자스
- 웨이스티드 온 더 영 - 벤 C. 루카스
- 여인의 탄생 - 프랑수아 들릴
- 오로라 - 크리스티 푸이유
- 오를리 - 앙겔라 샤넬렉
- 우리는 믿었다 - 마리오 마르토네
- 우먼 - 지아다 콜라그란데
- 이마니 - 캐롤라인 캄야
- 인사이드 아메리카 - 바바라 에더
- 지골라 - 로르 샤르팡티에
- 추락이라는 이름의 작은 마을 - 자밀 X.T. 쿠베카
- 추방된 아이들 - 짐 로치
- 침묵(영어판) - 바란 보 오다르
- 칼 쓰는 남자 - 야니스 에코노미디스
- 코스모스 - 레하 에르뎀
- 킹카스의 두 번째 삶 - 세르지오 마차도
- 3 백야드 - 에릭 멘델손
- 태양 아래 잠든 - 알레한드로 촘스키
- Bibliotheque Pascal - 사볼치 하이두
- 퍼스트 나이트 - 크리스토퍼 메놀
- 폭력의 국가 - 칼로 마타바네
- 플라밍고의 마지막 비상 - 조아오 리베이로
- 플랑드르의 아기 예수 - 구스트 판 덴 베르게
- 하트비트 - 자비에 돌란
- 포티쉐 - 프랑소와 오종
- 휘파람을 불고 싶으면 불지 - 플로린 세르반

### 플래시 포워드
- 론도 - 올리비에 반 말데르겜
- 루 - 벨린다 차이코
- 바람둥이 주앙 - 카스퍼 홀텐
- 순수소녀 - 리자 랑세트
- 시행착오 - 마렉 레츠키
- 암흑의 공포 - 마시모 코폴라
- 올리 케플러의 세계는 팽창 중 - 비브 폰제니
- 칠드런 오브 더 그린 드래곤 - 벤체 미클라우지치
- 크레빈스키 형제 - 엔리케 오테로
- 파이를 위한 자장가 - 베노이트 필립폰
- 환멸 - 안드레아스 피퍼

### 와이드 앵글
- 버스 - 장재현
- 퍼니게임 - 정지형
- 하늘고래 - 유혜경 외 3명
- [[수선화[火]]] - 박종철
- 아빠의 자장가 - 김현경
- 언젠가 - 장진호
- 여행 - 임경동
- 다문입술 - 이요섭
- 서부영화 - 이형석
- 자네 부인이 건강하길 바라네 - 정미나
- 팀워크 - 홍서연
- 리빙 잇 - 데이빗 리
- 보카 - 취리히 찬
- 불꽃놀이 - 양위에
- 줄리엣의 선택 - 허우 치얀
- 꽃님이 - 정동락
- 봄날의 약속 - 하윤재
- 소분 - 임종재
- 오디션 - 김민경
- 귓가에 맴도는 그대 목소리 - 쳉하오주안
- 기다림 - 조우즈웨이
- 비올라: 소녀의 기묘한 여행 - 헝시팅
- 삶의 10분 - 원종지
- 소년과 창부 - 마츠이 마사야
- 의사, 간호사 그리고 환자 - 앙슈만 바르카코티
- P - 롬멜 톨렌티노
- 가을 남자 - 요나스 젤버그 아우구스텐
- 바킹 아일랜드 - 세르쥬 아베디키안
- 더 뉴 테넌트 - 조아킴 백
- 인서던트 바이 어 뱅크 - 루벤 외스트룬드
- 실종 - 토머스 고
- 크마이 소녀 - 아담 플레가르
- 더 키스 - 애슐리 페이지
- 빛의 시인 - 안나 율린
- 꿈의 공장 - 김성균
- 바람이 나를 데려다 주리라 - 조연성
- 아민 - 샤힌 파르하미
- 야만의 무기 - 이강길
- 열정 - 비암바 사키아
- 오월愛 - 김태일
- 인샬라 풋볼 - 아쉬빈 쿠마르
- 청계천 메들리 - 박경근
- 가면놀이 - 문정현
- 가부키좌: 마지막 공연 - 소가와 소키치
- 마이 페레스토로이카 - 로빈 헤스먼
- 다니엘 쉬미트 - 베니 야베르크 외 1명
- 똑같은 하루 - 다리엘라 루드로
- 마닐라로의 귀환 - 위베르 뇨그레
- 마리아와 나 - 펠릭스 페르난데즈 데 카스트로
- 반짝 반짝 작은 별 - 린 쳉성
- 상해전기 - 지아장커
- 먼 길 - 류미례
- 애나 메이 왕 - 홍윤아
- 잔인한 계절 - 박배일
- 조니 토 총을 잡다 - 이브 몽마외르
- 첫사랑 1989, 수미다의 기억 - 박정숙
- 피나 바우쉬의 댄싱 드림즈 - 라이너 호프만 외 1명
- 한국 영화 속으로의 여행 - 레오나르도 치니에리 롬브로소
- 소중한 날의 꿈 - 한혜진
- 이브의 시간 - 요시우라 야스히로
- 집 - 박미선 외 4명
- 체브라시카 - 나카무라 마코토

### 오픈 시네마
- 내 신부 찾아줘요 - 크리스 마르티네즈
- 더 뱅뱅 클럽 - 스티븐 실버
- 번개나무 - 히로키 류이치
- 샌드맨과 꿈나라 모험 - 예스퍼 묄러 외 1명
- 열정 - 칼로 마자쿠라티
- 제브라맨 2 - 미이케 다카시
- 푸주한, 요리사, 그리고 검객 - 우얼샨

### 미드나잇 패션
- 22 블렛 - 리샤드 베리
- 더 리프 - 앤드류 트라우키
- 유다리아일호 - 펑하오샹
- 레드 힐 - 패트릭 휴즈
- 마지막 직원 - 알렉산더 아돌프
- 7번가의 실종 - 브래드 앤더슨
- 스토커 - 마틴 켐프
- 악마를 보았다 - 김지운
- 앨티튜드 - 카리 앤드류스
- 이지 머니 - 다니엘 에스피노사
- 줄리아의 눈 - 기옘 모랄레스
- 허스크 - 브렛 시몬스

### 특별전
- 디야르바키르의 아이들 - 미라즈 베자르
- 반달 - 바흐만 고바디
- 보드카 레몬 - 이네 살림
- 욜 - 일마즈 귀니
- 전사 다비드 톨히단 - 마노 카릴
- 어머니의 눈물 - 에브라힘 사에디 외 1명
- 크로싱 더 더스트 - 샤우캇 아민 코르키
- 형제 살해 - 일마즈 아르슬란
- 까마귀 기르기 - 카를로스 사우라
- 개구쟁이들 - 카를로스 사우라
- 비리디아나 - 루이스 부뉴엘
- 사냥 - 카를로스 사우라
- 이상한 여행 - 페르난도 페르난 고메즈
- 자전거 주자의 죽음 - 후안 안토니오 바르뎀
- 집행자 - 루이스 가르시아 베를란가
- 카와사키의 장미 - 얀 흐르베이크
- 너무 빨리 걷기 - 라딤 스파첵
- 몽상가들 - 지트카 루돌포바
- 지상의 낙원 - 이레나 파블라스코바
- 지옥에서의 세 계절 - 토마스 마신
- 카트카 - 헬레나 트레슈티코바
- 겨울 나그네 - 곽지균
- 그 후로도 오랫동안 - 곽지균
- 젊은 날의 초상 - 곽지균
- 청춘 - 곽지균